# Чене
Чене (итал. Cene) је насеље у Италији у округу Бергамо, региону Ломбардија.
Према процени из 2011. у насељу је живело 3843 становника. Насеље се налази на надморској висини од 370 м.

## Становништво
Према резултатима пописа становништва 2011. у општини је живело 4.229 становника.
| 1936. | 1951. | 1961. | 1971. | 1981. | 1991. | 2001. | 2011. |
| ----- | ----- | ----- | ----- | ----- | ----- | ----- | ----- |
| 2.399 | 2.766 | 2.816 | 2.839 | 3.202 | 3.630 | 3.931 | 4.229 |